# 贝一明
贝一明（英語：Emanuel Pastreich；1964年10月16日—，生于美国田纳西州纳什维尔），是主要活跃于日韩的美国学者、政治家。他在东亚古典文学方面做出了许多贡献，后来开始撰写有关当代国际关系与美国政治社会危机的文章。
贝一明对于美国的政治衰微，以及世界大战再次爆发感到担忧。他于2020年2月宣布将作为独立候选人竞选美国总统，并在华盛顿进行了多项活动，发表了精彩的演讲，揭示了美国的矛盾之处。
然而，他已无法继续在美国从事活动，不得不搬到韩国，如今他仍在对美国的腐败进行批判。2020年6月，他在首尔国际记者俱乐部宣布自己作为总统候选人。随后，他将自己的演讲编辑成书，标题为 “我绝不屈服于邪恶” “I Shall Fear No Evil”， 并将其翻译成四十多种语言。贝一明一直反对美国晚期帝国主义，并呼吁对安全和经济进行改革。[7] 
贝一明于2007年在首尔创立了亚洲研究所（The Asia Institute）智库。该智库目前在首尔、东京、华盛顿和曼谷均设有办公室。贝一明目前担任亚洲研究所的理事长与北京的全球智库以及耶鲁大学东亚研究委员会(Council on East  Asian Studies)担任研究员职务 。贝一明精通英、中、日、韩四种语言。

## 个人简介
贝一明于1983年毕业于旧金山洛威尔高中，之后就读于耶鲁大学，并于1987年获得学士学位。在大学期间，他曾作为交换生前往台湾国立大学中文系学习，受到柯庆明教授的指导。
毕业后，贝一明前往日本留学。1991年，他在东京大学比较文学系获得硕士学位，论文题为《论江户时代晚期的文人画家田能村竹田：诗与画的无用》。随后，他在东京大学攻读博士课程，但后来决定转到哈佛大学东亚文明系继续研究。 于是，他于1998年获得哈佛大学的博士学位，博士论文为比较朝鲜和日本知识分子对中国白话小说的理解。
贝一明先后在伊利诺伊大学厄巴纳-香槟分校、乔治华盛顿大学和韩国慶熙大學国际问题研究学院担任教授职位。2014年，贝一明出版了他的第一本中文书籍《跨海求真: 哈佛博士论中美未来》。

## 政府公共服务
贝一明曾任韩国忠南道地方长官的国际关系顾问[18]，同时也担任大德研发团地对外关系顾问 。他分别于2010年和2012年被选为大田广域市城市管理和外商投资委员会的成员。

## 工作
贝一明在伊利诺伊大学的教授活动不仅限于古典文学。他积极与工科教授合作推进国际共同研究，并主张美国人应该更多地了解东亚国家和文明。结果，贝一明在2000年提出了一个建议，主张美国与中国、日本以及统一后的朝鲜建立一种文化经济共同体。精髓的地方表现在给北京大学的提案用因特网和视频会议技术建立起的网络系统在中国，美国，日本，韩国之间 “北京大学：一所世界性的大学”
贝一明在活动刚开始的时候在大学获得了不少支持，但由于他主张中美紧密合作以及朝鲜半岛的统一，
他遭到了美国国内军产复合体的激烈反对。许多官僚对贝一明进行了批评，甚至称他患有神经病。自2005年起，他无法在美国的机构工作。
结果，贝一明在2005年至2007年期间被任命为驻美韩国大使馆洪錫炫大使的顾问，并担任韩国大使馆内实验性智库“韩美合作社”（KORUS House）的执行官。同时，他还担任 “Dynamic Korea”《动态韩国》（韩国外交部所属刊物）总编。《动态韩国》杂志致力于介绍和宣传韩国文化以及时事。
2007年，贝一明搬到韩国，并曾担任忠南道李完九主管官员的国际关系与外商投资顾问。
贝一明还与多个韩国国立研究所合作，开展有关科技与国际关系的研究课题，并推进与美国、日本的共同研究。
目前，贝一明担任亚洲研究所的理事长。亚洲研究所是一个智库机构，致力于引导东亚地区跨领域的研究合作，也包括国际关系、环境与能源等领域。
在2019年疫情严重时，贝一明不得不离开华盛顿回到韩国。他决定住在南部城市丽水，并与一些韩国同志合作创立了国际革命党，致力于反对极端全球化的活动。
到了2023年，贝一明获得了在全球和平基金会工作的机会，并搬到东京继续从事和平活动。
贝一明的研究主要涉及十八至十九世纪朝鲜和日本的 儒教思想和文学批评。他出版了两本书，分别是《朴智元小说作品：被忽视世界的解析》（首尔大学出版社出版）和《可触的方言：中文方言及其在江户时代的日本流行文学作品中的兴起与采用》 （首尔大学出版社出版）。此外，他还进行了关于中国文学的研究，其中包括他撰写的《画中的小说曹雪芹红楼梦中的一种文学隐喻》。

### 中文
- 《如何推翻富豪阶层： 十一章行动纲要》　首尔，国际革命党[29]，2022年
- 《我绝不畏惧邪恶: 美国的总统大选为何一定要有真正的独立参选人参与》　（亚洲研究所、北京，2020年）[6]
- 《未来中国：关于人类与地球命运》　（現代文化出版社、 香港、2019年）　ISBN 978-9-8879-5674-7
- 《跨海求真：哈佛博士论中美未来》　（銀河出版社、香港, 2016年） 　ISBN 978-9-9965-4942-7

### 英語
- 《How to take down the Billionaires》　（如何推翻富有阶层）首尔， 亚洲研究所，2022年
- 《Wrestling with Shadows》（跟影子摔跤）纽约[30]， Bookbaby，2021年　ASIN B09V8BF59D
- 《I Shall Fear No Evil: Why we need a truly independent Candidate for President》　(我绝不畏惧邪恶: 美国的总统大选为何一定要有真正的独立参选人参与) 纽约，BookBaby出版社，2020年  　ISBN 978-1-64999-450-9
- 《Earth Management: A Dialogue on Ancient Korean Wisdom and Its Lessons for a New Earth》　（地球治理：从弘益中寻找答案） 纽约，Best Life Media出版社，2017年　ISBN 978-1-9351-2789-5
- 《The Novels of Park Jiwon: Translations of Overlooked Worlds》 （朴智元小说作品：被忽视世界的解析），首尔，首尔大学出版社，2011年，ISBN 8-9521-1176-1
- 《The Visible Mundane: Vernacular Chinese and the Emergence of a Literary Discourse on Popular Narrative in Edo Japan》　（可触的方言：中文方言及其在江户时代的日本流行文学作品中的兴起与采用）首尔，首尔大学出版社，2011年，ISBN 8-9521-1177-X

### 韓国語
- 《사기통일 그만! 재벌의북한 개발말고, 희망을 주는 건국으로》（我们不要诈欺的半岛统一：给人民希望的见过比财阀为主的北朝鲜开发好）　首尔，那睿兔出版社，2023年　ISBN 978-89-92973-29-8
- 《코로나 사기를 혁명으로 끝내자》　（应该用革命解决疫情诈欺）首尔，那睿兔出版社，2022年　ISBN 978-8-9929-7328-1
- 《지구경영, 홍익에서 답을 찾다》（地球治理：从弘益中寻找答案）首尔，韩文化, 2016年　ISBN 978-8-9569-9286-0
- 《한국인만 몰랐던 더 큰 대한민국》　（只有韩国人还没了解到的更重要的大韩民国：韩国应当自己设立规则） 首尔，Redwood出版社, 2017年  ISBN 979-1-1877-0505-5
- 《한국인만 모르는 다른 대한민국 하버드대 박사가 본 한국의 가능성》（只有韩国人不认识的大韩民国），首尔，韩国21世纪书店, 2013年　ISBN 978-8-9509-5108-5
- 《세계의 석학들 한국의미래를 말하다》　（全球学者谈韩国未来）　首尔，茶山出版社　2012年　ISBN 978-8-9637-0072-4
- 《인생은 속도 아니라 방향이다: 하버드박사의 한국 표류기》　（生命在于方向而非速度：生活在韩国的鲁滨逊），首尔，游牧人出版社，2011年　ISBN 978-8-9917-9456-6-03810

### 日语
- 《コロナ祟りに惑う日本》（被疫情恶神附体的日本）　东京，Designer Egg 出版社，2023年　ISBN 978-4-8150-3730-7
- 《私は悪を恐れない：なぜアメリカには本当の意味の無所属大統領候補が必要なのか》　（我绝不畏惧邪恶: 美国的总统大选为何一定要有真正的独立参选人参与）东京，Designer Egg 出版社，2020年　ISBN 978-4-8150-2160-3
- 《武器よさらば：地球温暖化の危機と憲法九条》　大版，东方出版社，2019年　ISBN 978-4-8624-9371-2